# Salón Carré

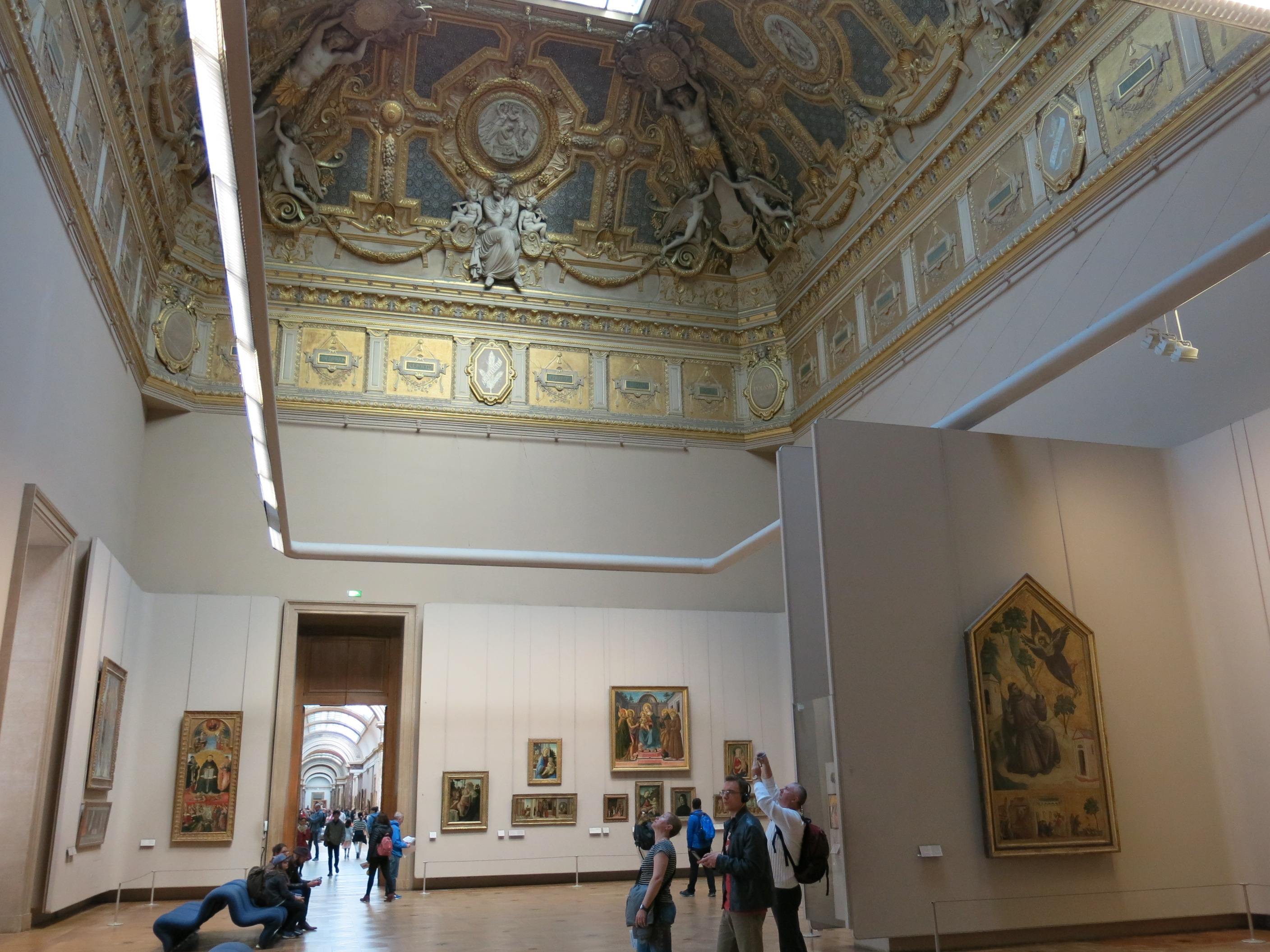
2018

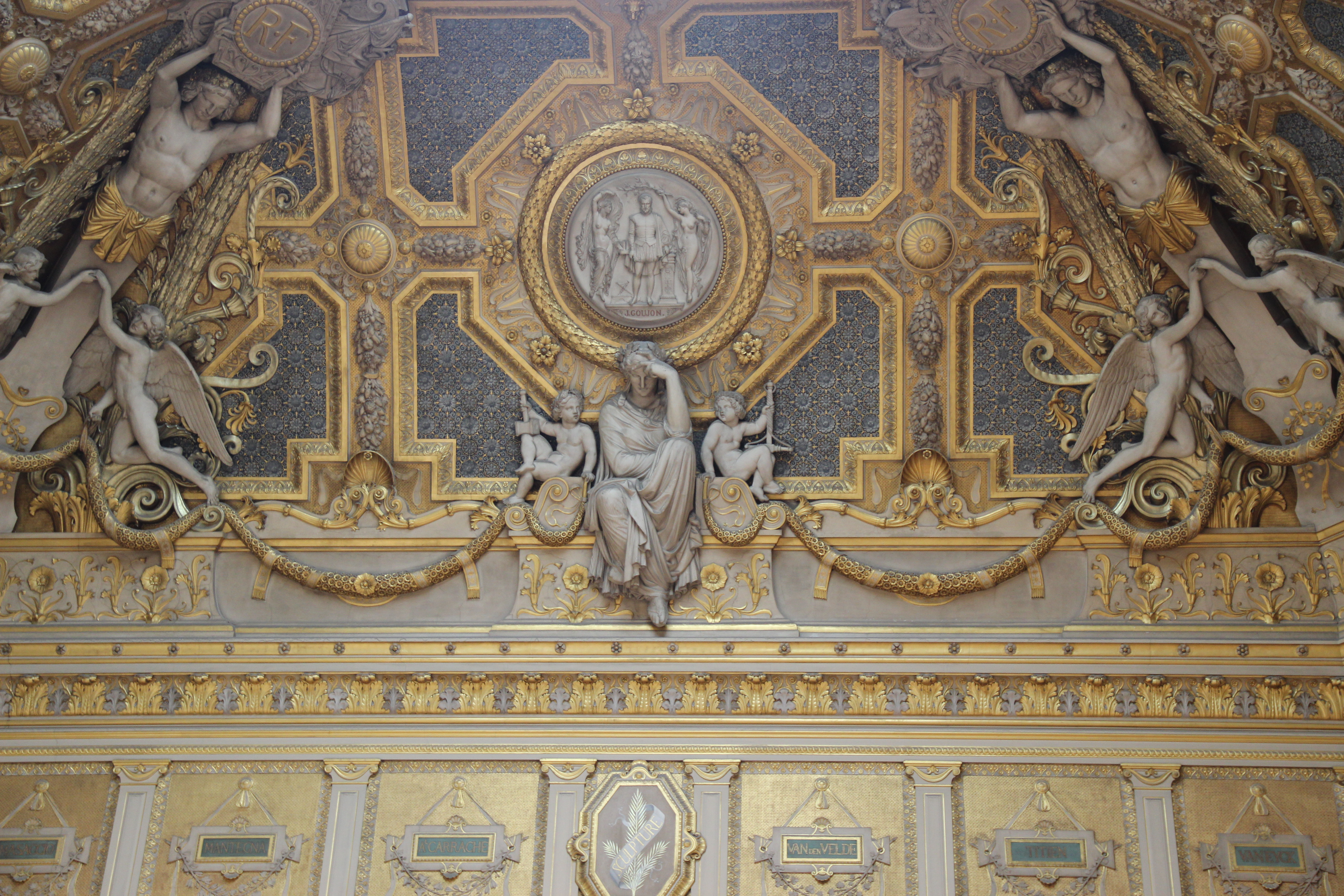

El Salón Carré es una sala emblemática del Palacio del Louvre, creada en sus dimensiones actuales durante una reconstrucción de esa parte del palacio tras un incendio en febrero de 1661. Dio su nombre a la larga tradición del Salón de exposiciones de arte contemporáneo en París que tuvieron su apogeo allí entre 1725 y 1848. Desde 1849 es utilizado permanentemente por el Museo del Louvre, que actualmente lo utiliza para exponer pintura del Renacimiento italiano.

## Historia
Cuando se construyó la Gran Galería a finales del siglo XVI y principios del XVII, se creó una sala separada en su extremo oriental, encima del Salon des Ambassadeurs lujosamente decorado. en la planta baja. Ese aposento alto era conocido en aquella época como Grand Salon o Salon du Louvre.: 11 Esta sala fue destruida junto con la cercana Galerie des Rois por el incendio del 6 de febrero de 1661. Louis Le Vau lo reconstruyó sobre una base ampliada, incluyendo más espacio al norte que le dio más ancho y su nombre actual, aunque su planta es rectangular y no cuadrada.: 11–14 : 11-14 
En el siglo XVIII la sala fue utilizada para el Salón, lo que motivó la construcción de sucesivas escaleras específicas para dotarla de una entrada exclusiva. En la década de 1780, su diseño fue debatido en el contexto de los primeros planes para crear un museo permanente en la sala, lo que llevó a la creación en 1789 de un tragaluz en su techo, diseñado por Charles-Axel Guillaumot y uno de los primeros ejemplos de este tipo para fines de exhibición de arte.

El 2 de abril de 1810, Napoleón y María Luisa de Austria encabezaron una procesión desde las Tullerías por la Grande Galerie con motivo de su boda, que se celebró en el Salón Carré, reconvertido temporalmente en capilla.

En 1848, el nuevo director del Louvre, Philippe-Auguste Jeanron, abogó con éxito por la reubicación del Salon fuera del Louvre, de modo que el Salón Carré se dedicaría al uso permanente del museo. Posteriormente, la sala fue redecorada por el arquitecto Félix Duban, y el escultor Pierre-Charles Simart creó un techo ricamente decorado de estuco dorado que rinde homenaje a los artistas franceses del pasado, que aún se encuentran en su lugar. La sala reformada se inauguró el 5 de junio de 1851, junto con la Grande Galerie, la Galería de Apollon y la Salle des Sept-Cheminées renovadas.

En 1972, la museografía del Salón Carré se rehizo con la iluminación procedente de una caja tubular suspendida, diseñada por el arquitecto del Louvre Marc Saltet con la asistencia de los diseñadores fr, Joseph-André Motte y Pierre Paulin.